# Bouati Mahmoud
Bouati Mahmoud (arabisch بوعاطي محمود) ist eine algerische Gemeinde in der Provinz Guelma mit 8823 Einwohnern. (Stand: 1998)

## Geographie
Bouati Mahmoud wird umgeben von Nechmaya im Osten, von Héliopolis und Guelma im Südosten und von Roknia im Südwesten.